# 老登文艺
老登文艺、老登艺术或老登电影、老登文学、乃至老登音乐等，为中华人民共和国网络流行语和文艺批评术语，是对包含有害的男子气概，或男性本位作品的贬称。“老登”是中国北京官话、东北官话的粗俗用语，有男性生殖器的含义。由于历史上的内容创作者大多为男性，文本中或多或少有性化、圣化或物化女性的成分，因而或多或少都有“含登量”，引起女性的审美疲劳或感到被侵犯的可能性。
该术语最早的版本是“老登电影”，是对“小妞電影”这一贬称的抗议。“老登电影”的主题以男性中心的英雄主義为主，影片中的女性角色只能作为“奖品”，失去了自主权。老登作品不等于劣质作品。这一名词通过引入以女性为主体的审视和解读，达到对男性向作品传播范围的限缩，并尝试扩大女性向作品的生存空间。

## 延伸阅读
- 老干体